# Mainbresson
Mainbresson is een plaats en voormalige gemeente in het Franse departement Ardennes in de regio Grand Est.

## Geschiedenis
Op 1 mei 1974 fuseerde Mainbresson en Mainbressy met de gemeente Rocquigny-la-Hardoye, die op 29 december 1973 was ontstaan door de fusie van de gemeente La Hardoye en de toenmalige gemeente Rocquigny. Net als de overige voormalige gemeenten kreeg Mainbresson de status van commune associée van de nieuwe gemeente, die weer de naam van Rocquigny kreeg.
La Hardoye · Mainbresson · Mainbressy · Rocquigny